# Lewis Steenrod
Lewis Steenrod (* 27. Mai 1810 bei Wheeling, Virginia; † 3. Oktober 1862 ebenda) war ein US-amerikanischer Politiker. Zwischen 1839 und 1845 vertrat er den Bundesstaat Virginia im US-Repräsentantenhaus.

## Werdegang
Der im heutigen West Virginia geborene Lewis Steenrod besuchte die öffentlichen Schulen seiner Heimat. Nach einem anschließenden Jurastudium und seiner 1835 erfolgten Zulassung als Rechtsanwalt begann er in Wheeling in diesem Beruf zu arbeiten. Gleichzeitig schlug er als Mitglied der Demokratischen Partei eine politische Laufbahn ein. Bei den Kongresswahlen des Jahres 1838 wurde er im 19. Wahlbezirk von Virginia in das US-Repräsentantenhaus in Washington, D.C. gewählt, wo er am 4. März 1839 die Nachfolge von Archibald Stuart antrat. Nach zwei Wiederwahlen konnte er bis zum 3. März 1845 drei Legislaturperioden im Kongress absolvieren. Von 1841 bis 1843 vertrat er dort den 21. und seit 1843 den 15. Distrikt seines Staates. Die Zeit seit 1841 war von den Spannungen zwischen Präsident John Tyler und den Whigs überschattet. Außerdem wurde damals bereits über eine mögliche Annexion der seit 1836 von Mexiko unabhängigen Republik Texas diskutiert.
Nach dem Ende seiner Zeit im US-Repräsentantenhaus praktizierte Lewis Steenrod wieder als Anwalt. Von 1853 bis 1856 saß er im Senat von Virginia. Er starb am 3. Oktober 1862 nahe Wheeling.